# Calle San Jaime
La Calle San Jaime (en catalán Carrer de Sant Jaume) es una calle situada en la ciudad de Palma de Mallorca, capital de las Islas Baleares, en España.

## Descripción
Lleva el nombre de San Jaime en referencia a la iglesia homónima, situada en esta calle. La calle está situada en el Distrito Centro de la ciudad y conecta las Ramblas con el paseo del Borne. La vía tiene una longitud total de trescientos metros.

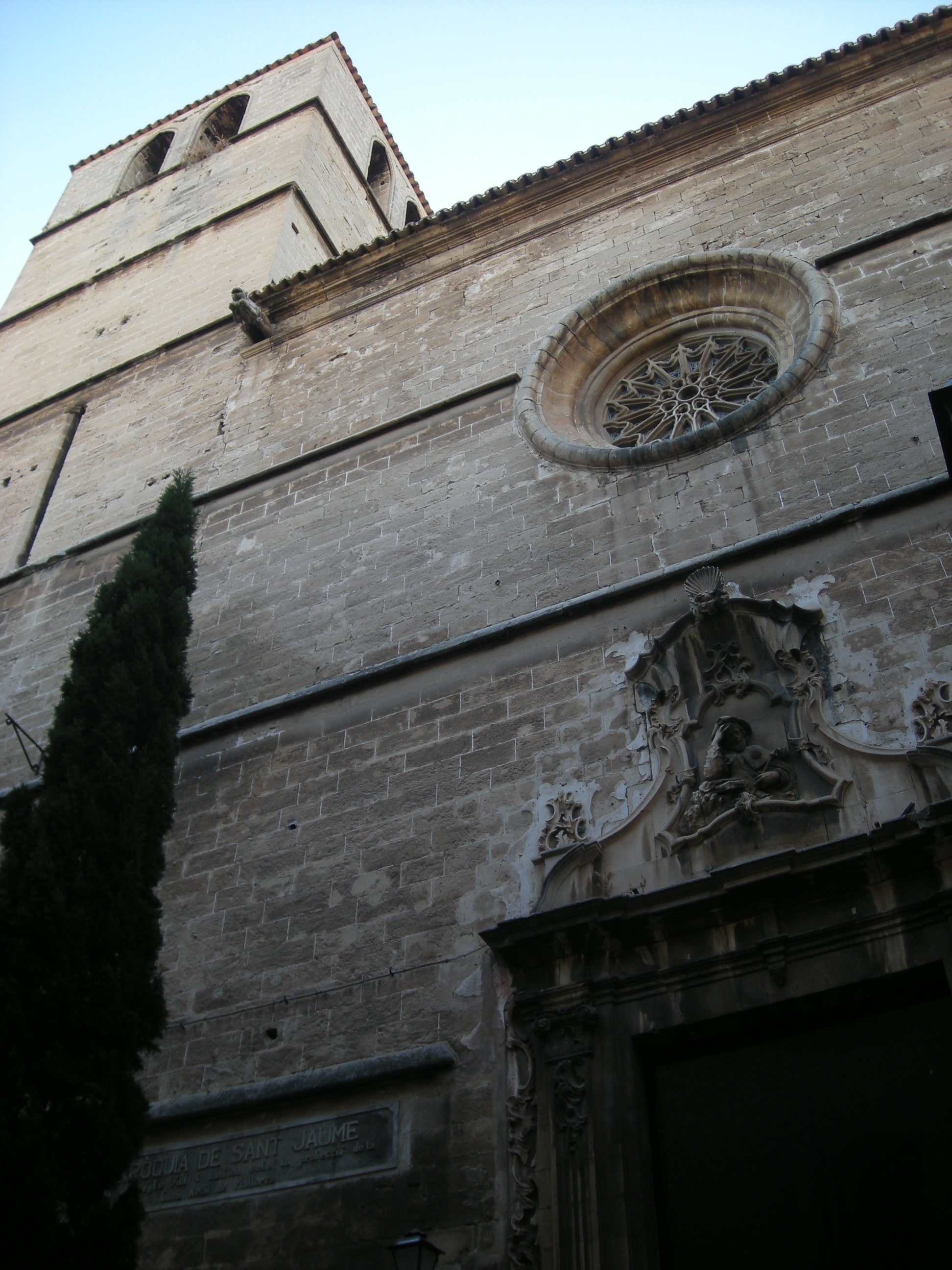
Iglesia de San Jaime.